# Luisa Carlotta của Hai Sicilie
Luisa Carlotta của Hai Sicilie (24 tháng 10 năm 1804 – 29 tháng 1 năm 1844), là Vương nữ Hai Sicilie và là chị gái của Maria Cristina của Hai Sicilie, Vương hậu Tây Ban Nha.

## Hậu duệ

Vương huy của Vương nữ Luisa Carlotta của Hai Sicilie, Vương tức Tây Ban Nha

Luisa Carlotta và chồng có mười một người con:
- Francisco de Asís Luis (1820–1821); mất từ khi còn nhỏ.
- Isabel Fernandina (1821–1897); kết hôn với Bá tước Ignacy Gurowski.
- Francisco de Asís, Công tước xứ Cádiz (1822–1902); kết hôn với Isabel II của Tây Ban Nha.
- Enrique, Công tước xứ Sevilla (1823–1870)
- Luisa Teresa (1824–1900), kết hôn với Don José María Osorio de Moscoso y Carvajal, Công tước xứ Sessa.
- Eduardo Felipe (1826–1830), mất khi còn nhỏ.
- Josefa Fernanda (1827–1910), kết hôn với José Güell y Renté.
- María Teresa (1828–1829), mất khi còn nhỏ.
- Fernando María (1832–1854).
- María Cristina Isabel (1833–1902), kết hôn với Sebastião của Bồ Đào Nha và Tây Ban Nha, chắt của Carlos III của Tây Ban Nha.
- Amalia (1834–1905), kết hôn với Adalbert của Bayern, con trai út của Ludwig I của Bayern.